# 拉希姆·阿齐莫夫
拉希姆·阿齐兹博耶维奇·阿齐莫夫（羅馬化：Rakhim Azizboyevich Azimov；1964年8月16日—）是俄罗斯政治人物，第七届和第八届国家杜马代表。
1986年，阿齐莫夫毕业于列宁格勒国立矿业学院和技术大学。随后，他在俄罗斯联邦外交部外交学院（2002年）和俄罗斯内政部圣彼得堡大学（2011年）继续深造。 2004年，他被授予技术全博士学位。
1986年至1991年，他在科米共和国担任矿长。1994年至1996年，他是莫斯科科米共和国贸易代表团的成员。2000年俄罗斯总统选举期间，阿齐莫夫是普京的心腹。2002年至2003年，他担任联邦委员会成员。
2016年，他在基洛夫选区当选第七届国家杜马议员。2021年，他在同一选区连任第八届国家杜马议员。

## 制裁
阿齐莫夫于2022年因俄乌战争而受到英国政府制裁。

## 荣誉
- 祖国功勋奖章（2020年）[5]
- 维持公共秩序表现优异奖章